# Abraham Levy (navegante)
Abraham Levy (Colima, México; 26 de agosto de 1980) es un explorador y deportista mexicano de canotaje.
En el año 2015 se convirtió en el primer mexicano en cruzar en solitario el Océano Atlántico remando, el primer ser humano en hacerlo desde España a México. Anteriormente había recorrido en kayak la totalidad de las costas mexicanas.

## Biografía
Desde muy pequeño se entusiasmó con las historias de los grandes navegantes. Fue vendedor de artículos para celulares de puerta en puerta.

## Exploración y aventuras

### Navegación de las costas mexicanas
En 2008 navegó durante 13 meses en kayak todas las costas mexicanas. Fueron 11,000 kilómetros en total.

### Cruce del Océano Atlántico
En octubre de 2014 partió del Puerto de Mazagón  en España, a bordo de un pequeño bote llamado “Cascarita”. El 14 de marzo de 2015 arribó a Cancún, México después de 105 días de viaje en solitario impulsado exclusivamente por un par de remos. En total recorrió 8,200 kilómetros. La planeación del viaje le tomó 6 años, durante dicho tiempo se encargó de obtener los patrocinios y supervisar la construcción de “Cascarita”.
Durante el viaje se alimentó principalmente de comida deshidratada aunque también pescaba y llevaba algunas provisiones convencionales. “Cascarita” generó su propia energía eléctrica a través de un panel solar y un generador eólico. Dicha energía se utilizó en una planta desalinizadora de agua de mar y para el funcionamiento del equipo electrónico de comunicación y localización.
Fueron 12 horas diarias de remo en turnos de 2 horas de remo y 20 minutos de descanso. Dentro de los retos que tuvo que superar se encontró una fuerte tormenta en las fechas de Navidad.

## Filmografía

### Documentales
- 2017: A Remo